# Conchita Campbell
Conchita Elizabeth Campbell (Vancouver, 25 de octubre de 1995) es una actriz canadiense conocida por su papel en la serie de televisión The 4400, donde interpreta a Maia Skouris, una niña con la habilidad de precognición a la que adopta una trabajadora del NTAC.

## Filmografía
- Supernatural (1 episodio, 2007) - Maggie
- The 4400 (42 episodios, 2004-2007) - Maia Skouris.
- Scary Movie 4 (2006) - Rachel
- Bob the Butler (2005)
- Cold Squad (2 episodios, 2005) - April
- Zixx: Level Two (1 episodio, 2005) - Freeda
- Pursued (2004) - Alison Keats
- Wilder Days (2003) - Lexy Morse
- Just Cause (1 episodio, 2003) - Abigail